# Notaulax mixta
Notaulax mixta är en ringmaskart som beskrevs av Perkins 1984. Notaulax mixta ingår i släktet Notaulax och familjen Sabellidae. Inga underarter finns listade i Catalogue of Life.